# Enterprise, Kansas
Enterprise är en ort i Dickinson County i Kansas. Vid 2020 års folkräkning hade Enterprise 708 invånare.